# 슬로푸드문화원

## 슬로푸드문화원(Slow Food Cultural Center)
슬로푸드문화원은 누구라도 좋고(GOOD), 깨끗하고(CLEAN), 공정한(FAIR) 음식을 먹을 권리가 있음을 주장하는 슬로 푸드 운동을 2007년 처음 한국에 창시한 국제슬로푸드한국협회 (Slow Food Korea)
의 부설활동기구로 2017년에 설립된 비영

소개

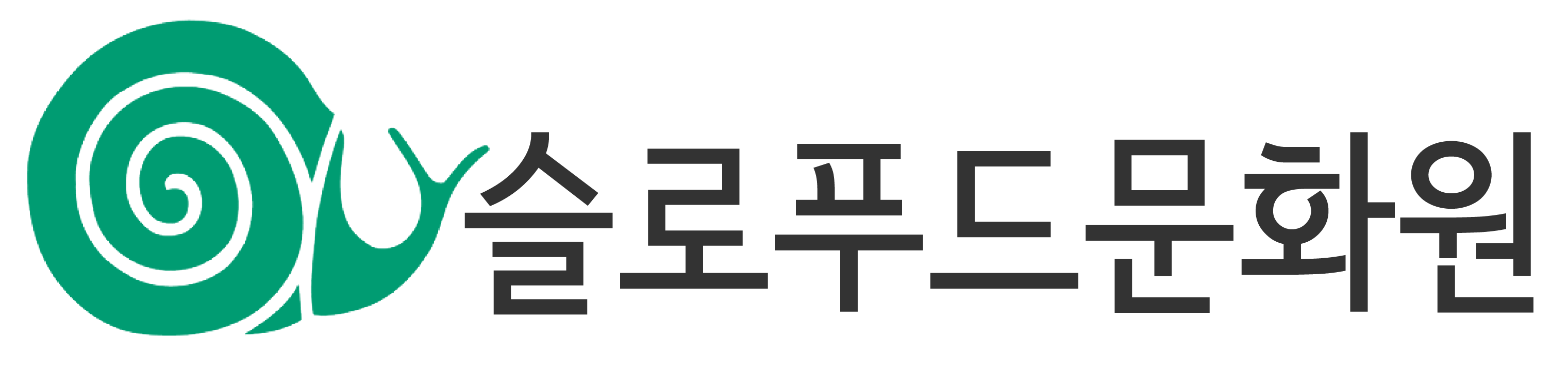
슬로푸드문화원 CI

“누구에게나 좋은 음식을” 음식주권의 혁신

슬로푸드문화원은 생태계와 조화를 이루는 지역사회의 전통적이고 지속가능한 음식, 식재료를 지키는 슬로푸드의 철학을 널리 알리며, 전문 인력을 육성하고, 슬로푸드 네트워크를 확산하기 위해 노력하고 있다. 슬로푸드 교육, 체험, 축제, 이벤트, 여행 등 다양한 영역에서 식문화프로젝트를 개최하고 있다.

### 목적
- 식생활교육사업을 통해 윤리적 식생활, 식문화의 가치를 알린다.
- 중소가족농, 전통적 제조업의 친환경적 생산품을 소비하는 문화를 조성하여 지역, 농촌과 상생한다.
- 생태계와 조화를 이루는 음식, 식재료를 통해 생물종다양성을 보호한다.
- 식품 생산자와 소비자를 연결하고, 공동생산자로서의 소비자를 교육한다.

### 주요활동

#### 교육
음식을 둘러싼 사회, 문화, 과학, 예술, 역사 등을 종합적으로 이해하고 연구하는 음식학 강연회 ‘음식학포럼’, ‘장 문화에 초점을 맞춘 간장포럼’ 등을 지속적으로 개최하고 있다. 전통, 발효식품 분야에서의 청년 전문인력을 육성하고 지구적 위기를 해결하기 위해 농업과 지역, 상호 협동의 가치를 탐구하는 청년 교육 프로그램인 ‘전환아카데미’, 첫거름재단과 협력한 ‘내일을 여는 발효학교’ 등을 운영하고 있다.

#### 체험
서울의 소비자와 지역의 자원을 연결하기 위해 좋은 음식을 직접 경험하는 식문화체험 프로그램을 운영하고 있다. 관련 프로그램으로는 서울시 지역상생교류사업단과 협력한 “서울과 로컬의 맛있는 만남” ‘서로맛남’, 서울시 식생활종합지원센터와 협력한 ‘가나다밥상’, 금요미식회 등이 있다. 정직하게 농산물을 생산하는 대산농촌문화상(대산농촌재단) 수상자의 밥상을 직접 맛보고 소통할 수 있는 ‘대지의 밥상’에서는 농부가 직접 만드는 농장다이닝(Farm Dining)을 몸소 체험할 수 있다.

#### 축제/이벤트
서울과 농촌지역의 우수한 먹거리를 발굴하고 지속가능한 먹거리 캠페인을 실천하는 축제, 행사, 이벤트를 개최한다. 관련 내용으로는 ‘서울 먹거리문화축제’, ‘참간장어워즈’ 등이 있다.

#### 미식여행
농촌 지역 주민체와 협력하여 음식, 체험 등 관광자원을 발굴하여 지역미식관광 모델을 제시하는 프로젝트를 하고 있다. 한국문화관광연구원과 공동으로 추진한 ‘미지로’, 홍천군과 협력한 ‘홍천 술나들이(관련 기사)’ 등이 있다.

#### 지역교류
상생상회: 전국 각 지역의 먹거리, 관광, 축제, 일자리 등 다양한 지역자원정보를 원스톱으로 제공하고 우수한 대표 농·특산물을 홍보· 판매까지 하는 상생교류 및 협력 네트워크 플랫폼을 구축했다. 서울시 지역상생교류사업단 위탁운영으로 안국역에 위치한 상생상회를 운영하며 중소농업 생산자 판로를 지원하고 있다. 전통을 보존하는 국내 양조장을 지원, 홍보하기 위해 농림축산식품부, aT한국농수산식품유통공사에서 위탁받아 1년간 전통주갤러리를 운영했다.

### 연혁

#### 2007년 – 2013년: 슬로푸드 운동 보급
- 2007.12.07 (사)슬로푸드문화원 설립 (남양주시 조안면, 초대 이사장:안종운)
- 2009.04.09 남양주시와 슬로푸드운동 공동추진 협약 체결
- 2009.11.20 <2009 슬로푸드/테라마드레 컨퍼런스> 개최 (실학박물관)
- 2009.11.20 ‘슬로푸드’ 창간호 발간 (116페이지, 1,000부)

- 2010.06.04 ‘남양주시 슬로푸드 기본계획’ 연구용역 보고회
- 2010.09.09 - 11 <2010 슬로푸드대회> 개최 (남양주체육문화센터)
- 2010.10.21 - 26 2010 국제슬로푸드대회 참가 및 한국관 운영 (이태리 토리노)

- 2011.02.01 농림수산식품부 식생활교육전문기관 지정 (제17호)
- 2011.04.20 - 06.22 제6기 슬로푸드 매니저 양성과정 (27명 수료)
- 2011.09.28 ‘슬로푸드’ 2호 발간 (112쪽, 1000부)
- 2011.09.28 - 10.02 <2011 슬로푸드대회> 개최 (남양주체육문화센터)
- 2011.09.29 아시아 오세아니아 슬로푸드 국제컨퍼런스 개최
- 2011.09.29 국제슬로푸드연맹과 한국국가위원회 설립 협약 체결

- 2012.04.04 어린이 식생활교육전문가 양성 프로그램 개발 연구용역 보고회
- 2012.06.22 2012 녹색식생활교육박람회 미각체험관 운영
- 2012.06.24 - 27 제10기 대학생 농식품탐방
- 2012.08.08 - 11 1기 식생활교육 전문가과정 (어린이재단)
- 2012.09.14 - 16 <2012 슬로푸드대회> 개최 (남양주 유기농테마파크)
- 2012.10.02 2013 슬로푸드국제대회, 기획재정부로부터 국제행사로 승인
- 2012.10.23 - 31 2012 국제슬로푸드대회 참가 및 한국관 운영
- 2012.10.26 2013 AsiO Gusto 개최에 관한 3자 협약 체결 (국제본부, 남양주시)
- 2012.10. 둔덕체험마을 슬로푸드 프로그램 개발 연구용역 보고회

- 2013.10.01 - 06 <2013 슬로푸드국제대회 (AsiO Gusto)> 개최 (남양주시체육문화센터)

#### 2014년 – 2016년: (사)국제슬로푸드한국협회 출범
- 2014.05.12 (사)국제슬로푸드한국협회 출범 (전국 30개 지역 참여, 회장:김종덕)
- 2014.12.12 - 14 <2014 슬로푸드대회> 개최 (aT센터)

- 2015.06.20 - 10.17 느린농부장터 in DDP (현 얼굴있는 농부장터) 운영
- 2015.11.18 - 22 <2015 슬로푸드국제페스티벌 (SFAPF)> 개최 (KINTEX)

- 2016.08.06 지역 협동 생활경제의 청년배움터 전환아카데미 1기 개강
- 2016.10.02 - 05 <푸드위크코리아2016> 슬로푸드특별관 운영 (코엑스)

#### 2017년- 현재: 슬로푸드 교육문화 전문 기관
- 2017.04.20  ‘가나다밥상’ 프로젝트 시작  (서울시 식생활종합지원센터 용역사업)
- 2017.06 - 09 식생태 농촌여행 강원영월, 충남논산 2회 운영
- 2017.07.01  비영리단체로 슬로푸드문화원 설립  (원장:김원일)
- 2017.08.12 - 15 미각교육전문가 양성과정  (전북 임실)
- 2017.08.21 - 23 미각교육전문가 양성과정 (생활개선회중앙회)
- 2017.09.02 지역 협동 생활경제의 청년배움터 전환아카데미 2기 개강
- 2017.10.26 - 11.5 2017 국제농업박람회 슬로푸드특별관 운영  (전남농업기술원)
- 2017.12.06 - 09 2017 서울식문화혁신주간 개최  (서울혁신파크)

- 2018.01.01 서울특별시 식생활교육지원센터 지정
- 2018.02.01 - 12.31 경기도 공유농업 플랫폼 (팜메이트) 구축사업에 참여 (주관 : 농사펀드)
- 2018.05.14 농장다이닝 ‘내일의식탁’ 프로젝트 시작
- 2018.05.30 대산농촌재단 ‘대지의 밥상’ 업무협약
- 2018.06 - 11  ‘미지로’ 농촌음식관광 프로젝트 시작 (주관 : 한국문화관광연구원)
- 2018.07.10  ‘서로맛남’ 프로젝트 시작 (서울시 지역상생교류사업단 용역사업)
- 2018.10.11 서울특별시 비영리민간단체 등록 (등록번호 2269호)
- 2018.10.11 울진농업기술센터 울진해방풍 맛의방주 등재기념 미디어데이 주관
- 2018.10.13 지역·협동·생활경제의 청년배움터 전환아카데미 3기 개강
- 2018.10.20 청년농촌현장학습형 여행 농가하루@논산,완주
- 2018.11.09 - 18 2018 서울식문화혁신주간 주관 (서울혁신파크)
- 2019.01.01. 서울시 지역상생교류사업단 수탁 운영 (상생상회)
- 2019.08.01 2020.07.31 농림축산식품부 전통주갤러리 운영

### 내일의 식탁
내일의 식탁을 만들어가는 사람들
- 식문화의 변화가 지속가능한 사회를 만든다는 것을 알리는 슬로푸드문화원의 캠페인이자, 식사를 통해 자연과 삶에 대한 가치와 감사를 표현하는 농부, 요리사, 소비자의 연합체를 의미한다.